# 一日だけの殺し屋
『一日だけの殺し屋』（いちにちだけのころしや）は、赤川次郎の短編小説、およびそれを表題作とした短編集。1980年に青樹社から刊行された。

## 収録作品
- 闇の足音
- 探偵物語
- 脱出順位
- 共同執筆
- 特別休日
- 消えたフィルム
- 一日だけの殺し屋

## テレビドラマ
表題作がテレビドラマ化され、1986年1月23日にフジテレビ系列の「木曜ドラマストリート」枠で放送された。主演は風間杜夫。

### キャスト
- 風間杜夫
- 萬田久子
- 谷隼人
- 藤木悠
- 森川正太
- 西山浩司
- 阿藤海
- 神田隆
- 楠トシエ
- 岡本麗
- 石田弦太郎
- 藤堂新二
- 椎谷建治
- 丹古母鬼馬二
- 団巌

ほか

### スタッフ
- 演出：山本邦彦
- 原作：赤川次郎
- 脚本：長野洋
- 企画：重村一、亀山千広
- プロデューサー：千原博司
- 音楽：小六禮次郎
- 主題歌：オフコース EYES IN THE BACK OF MY HEART（ENDLESS NIGHTSのB面）
- 制作：フジテレビ、大映テレビ

| フジテレビ 木曜ドラマストリート（1986年1月23日） | フジテレビ 木曜ドラマストリート（1986年1月23日） | フジテレビ 木曜ドラマストリート（1986年1月23日） |
| 前番組                                           | 番組名                                           | 次番組                                           |
| ------------------------------------------------ | ------------------------------------------------ | ------------------------------------------------ |
| 熱血女先生                                       | 一日だけの殺し屋                                 | 家族八景                                         |

| スタブアイコン | サブスタブ | この項目は、まだ閲覧者の調べものの参照としては役立たない、文学に関連した書きかけの項目です。この項目を加筆・訂正などしてくださる協力者を求めています（P:文学、PJ:ライトノベル）。項目が小説家・作家の場合には{Writer-substub}を、文学作品以外の本・雑誌の場合には{Book-substub}を貼り付けてください。 |